# Lepidostoma longipalpatum
Lepidostoma longipalpatum is een schietmot uit de familie Lepidostomatidae. De soort komt voor in het Palearctisch gebied.